# XV Giochi del Sud-est asiatico
I XV Giochi del Sud-est asiatico si sono svolti a Kuala Lumpur, in Malaysia, dal 20 al 31 agosto 1989.

## Paesi partecipanti
Ai giochi hanno partecipato atleti provenienti da nove nazioni:
- Brunei
- Indonesia
- Laos
- Malaysia
- Birmania
- Filippine
- Singapore
- Thailandia
- Vietnam

## Sport
I sedicesimi SEA Games hanno visto gli atleti gareggiare nei seguenti sport: sport acquatici (tuffi, nuoto e pallanuoto), tiro con l'arco, atletica leggera, badminton, pallacanestro, culturismo, bowling, pugilato, ciclismo, scherma, calcio, golf, hockey su prato, judo, karate, pencak silat, canottaggio, vela, sepak takraw, tiro, tennis tavolo, taekwondo, tennis, pallavolo e sollevamento pesi.

## Medagliere
*   Paese ospitante
| Posiz. | Nazione    | Oro | Argento | Bronzo | Totale |
| ------ | ---------- | --- | ------- | ------ | ------ |
| 1      | Indonesia  | 102 | 78      | 71     | 251    |
| 2      | Malaysia*  | 67  | 58      | 75     | 200    |
| 3      | Thailandia | 62  | 63      | 66     | 191    |
| 4      | Singapore  | 32  | 38      | 47     | 117    |
| 5      | Filippine  | 26  | 37      | 64     | 127    |
| 6      | Birmania   | 10  | 14      | 20     | 44     |
| 7      | Vietnam    | 3   | 11      | 5      | 19     |
| 8      | Brunei     | 1   | 2       | 4      | 7      |
| 9      | Laos       | 0   | 1       | 0      | 1      |
| Totale | Totale     | 303 | 302     | 352    | 957    |